# Leratiomyces smaragdinus
Leratiomyces smaragdinus är en svampart som först beskrevs av Pat. ex Sacc. & Trotter, och fick sitt nu gällande namn av anon. ined. Leratiomyces smaragdinus ingår i släktet Leratiomyces och familjen Strophariaceae.   Inga underarter finns listade i Catalogue of Life.